# Caledonia, Minnesota
Caledonia är administrativ huvudort i Houston County i delstaten Minnesota. Orten hade 2 868 invånare enligt 2010 års folkräkning.